# Maj 2013
| Maj 2013 |
| Månader under 2013: Januari · Februari · Mars · April · Maj · Juni · Juli · Augusti · September · Oktober · November · December ← December 2012 · Januari 2014 → |

## Händelser

### 3–19 maj
- Världsmästerskapet i ishockey spelas i Stockholm, Sverige och Helsingfors, Finland. Sverige vinner turneringen genom att slå Schweiz med 5-1 i finalen.[1]

### 10 maj
- En solförmörkelse inträffar.

### 14, 16 och 18 maj
- Den 58:e upplagan av Eurovision Song Contest äger rum i Malmö. Danmark med artisten Emmelie de Forest står som vinnare, vilket är andra gången i tävlingens historia som Danmark vinner då den hålls i Sverige.

### 19 maj
- Upploppen i Stockholm 2013 med början i Husby startar med över 100 bilar i brand första natten. Pågår ytterligare fem nätter.